# Bahnhof Dortmund-Hörde

Der alte Hörder Bahnhof auf einer Ansichtskarte von 1908

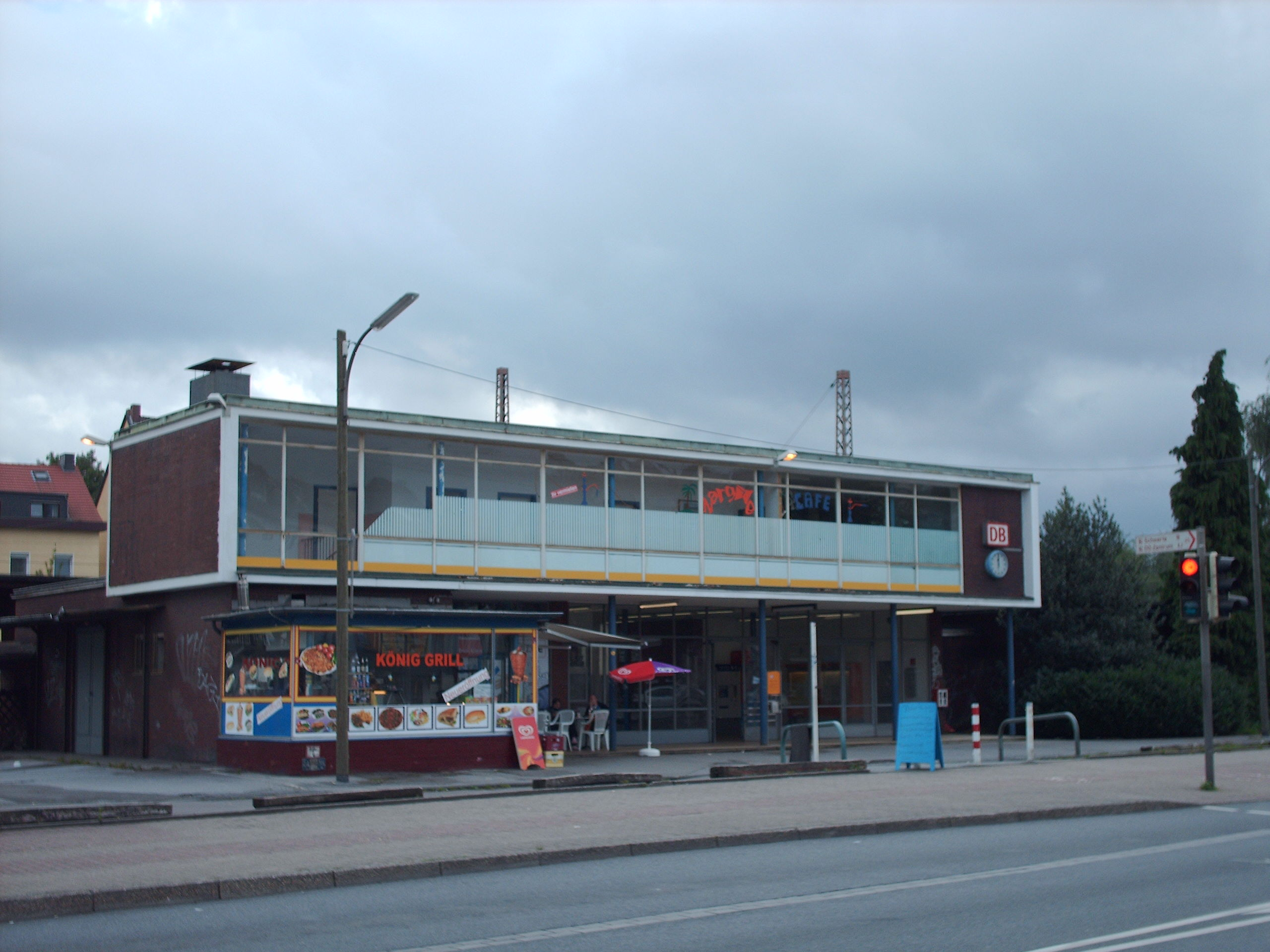
Der Nachkriegsbahnhof im Jahr 2007

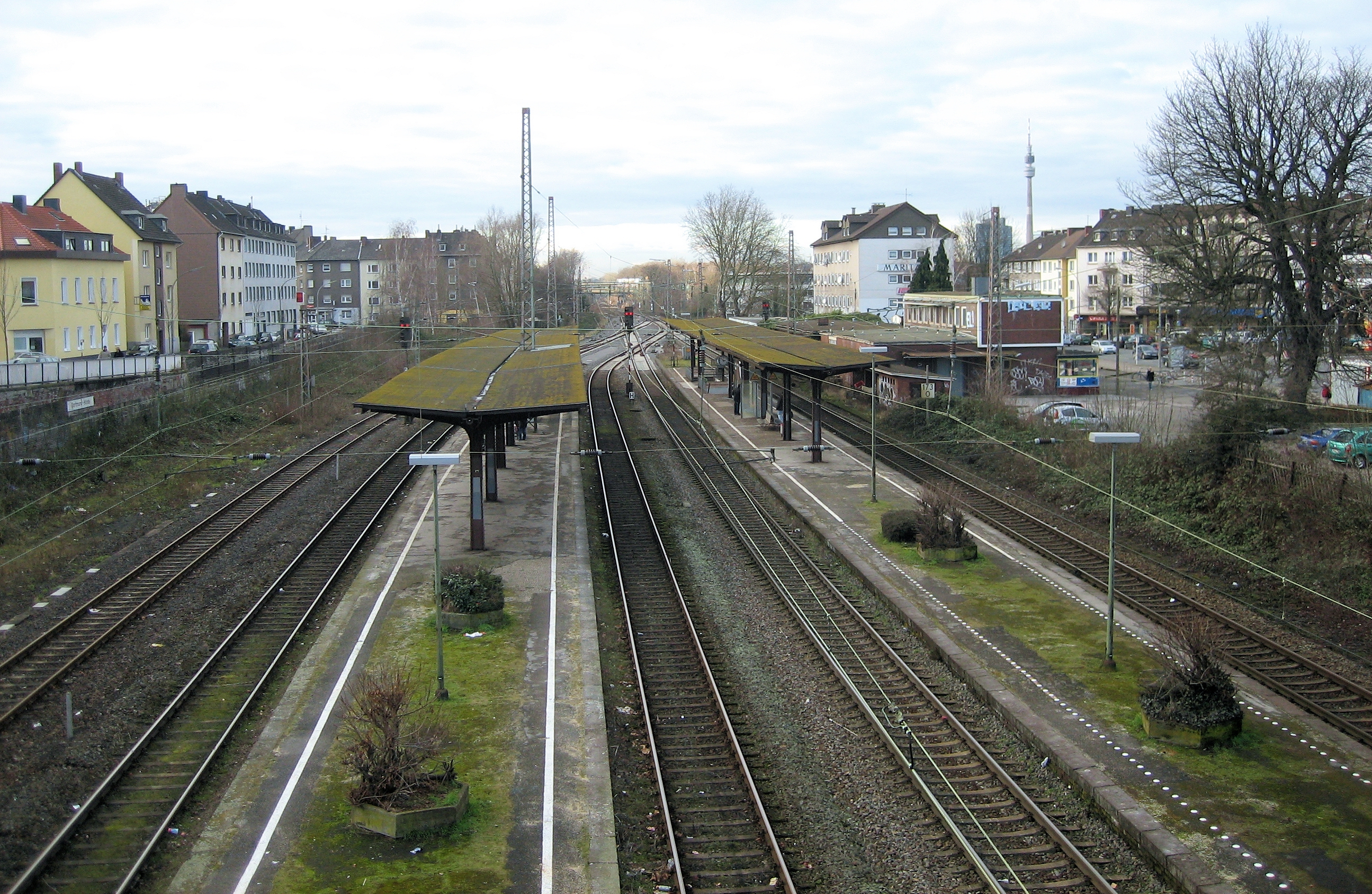
Der Hörder Bahnhof, Bahnsteigansicht vor dem Umbau. Aufnahme von 2009

Der Bahnhof Dortmund-Hörde ist ein Personenbahnhof im Dortmunder Stadtteil Hörde.
Er gehört zum Bestand der Deutschen Bahn AG und wurde an der Dortmund-Soester Eisenbahn errichtet. Der Bahnhof hatte vor allem für Zechen und Hüttenwerke als Güterbahnhof eine wichtige Funktion. Im Zweiten Weltkrieg wurde das alte Bahnhofsgebäude weitgehend zerstört und 1955 durch einen Zweckbau ersetzt. Der Güterverkehr benutzt die Strecken seit 2002 nur noch als Durchgangsverbindung, allerdings mehrmals täglich. Der Bahnhof wird von der als Fußgängerbrücke dienenden Hörder Brücke überquert.

## Allgemeines
Die beiden Inselbahnsteige des Bahnhofs waren überdacht und werden durch einen Fußgängertunnel erschlossen. Gleis 1 und 2 liegen an der Strecke nach Unna und Soest, Gleis 3 und 4 an der Strecke nach Schwerte und Iserlohn. Bedingt durch die niedrige Bahnsteighöhe ergab sich bis zum Umbau 2009 ein großer Höhenunterschied zwischen Bahnsteigkante und Zug beim Ein- und Aussteigen aus den Zügen.

## Geschichte
Der Bahnhof ging am 9. Juli 1855 mit der Strecke Dortmund – Soest in Betrieb. 1912 folgte der Bahnanschluss Richtung Schwerte. Das erste Empfangsgebäude aus dem Eröffnungsjahr wurde im Zweiten Weltkrieg zu 65 Prozent zerstört und die Überreste bis 1955 abgetragen. 1956 ging ein Neubau längs der Gleise in Betrieb. Das Gebäude fiel durch sein weit auskragendes und verglastes Obergeschoss auf, das im Vorderbereich auf sechs schmalen Stützen ruhte. Dem Bau vorgestellt war die Bahnhofsbuchhandlung, die später als Verkaufspavillon diente. Zum 1. März 1991 wurde am Bahnhof der personenbediente Fahrkartenverkauf eingestellt. Die Kunden wurden gemäß der amtlichen Bekanntmachung an den aufgestellten Automaten und an die örtliche DB-Agentur verwiesen. Gleichzeitig stellte man die Abfertigung für Expressgut und Gepäck ein und verwies die Passagiere dazu an den Dortmunder Hauptbahnhof sowie an den Haus-Gespäck-Service der Post. Im Jahr 2000 erwarb eine Privatperson das Gebäude. Der alte Bahnhof aus den 1950er-Jahren war als Baudenkmal in die Denkmalliste der Stadt Dortmund eingetragen. Dies verhinderte jedoch nicht den Abriss des alten Bahnhofsgebäudes und die Errichtung eines wesentlich anderen Gebäudes einschließlich der kompletten Überbauung des gesamten Bahnhofsvorplatzes.
Eine Modernisierung des Bahnhofs wurde seit Jahren geplant, die Vorbereitung dazu war ausgesprochen langwierig. Kurzzeitig kam Belebung in das Vorhaben, als 2006 ein Architekturbüro spektakuläre Pläne für einen Umbau vorlegte. Dieser Vorschlag scheiterte jedoch an mehreren Faktoren. Durch die Anlage des Phoenix-Sees in der Nähe des Bahnhofes erhoffte man sich damals neue Impulse für eine Renovierung, da der Bahnhof dann in Zusammenhang mit dem gesteigerten Touristen- und Fahrgastaufkommen eine höhere Bedeutung bei der Deutschen Bahn erhalten könnte.
Am 14. Dezember 2009 fand der erste Spatenstich für den Umbau des Hörder Bahnhofs statt. Die Arbeiten sollten dann nach dieser Planung bis zum Sommer bzw. Herbst 2011 andauern. Zu den Maßnahmen gehörten u. a. das Anheben der Bahnsteige auf eine Höhe von 76 cm, der Bau von drei Fahrstühlen für mobilitätseingeschränkte Fahrgäste, das Einrichten eines Fahrgastinformationssystems und die Erneuerung der Zugangstunnel. Das alte Empfangsgebäude sollte abgerissen und durch einen Investor ein neues zweigeschossiges Gebäude mit Ladenzeile und einem Lebensmittelgeschäft inklusive Parkdeck errichtet werden. Am 29. März 2011 begann der Abriss des inzwischen verwahrlosten Funktionsbaus aus den 1950er Jahren.
Die umfangreichen Bauarbeiten waren langwierig. Der Tunnel war zeitweilig gesperrt, der Zugang zu Gleis 3 und 4 erfolgte über eine zeitweilige Treppe zur Fußgängerbrücke. Ein provisorischer Bahnsteig wurde an dem sonst bahnsteiglosen Gleis 5 errichtet, der nicht von der Brücke, sondern nur über die Schildstraße und einen weiteren Treppenzugang erreichbar war, er wurde nach Abschluss der Bauarbeiten wieder demontiert. Das eigentliche Bahnhofsgebäude mit seinen zahlreichen kommerziellen Nutzungen ist fertiggestellt. Die ersten beiden Aufzüge zu den Gleisen wurden verspätet geliefert, der dritte wurde erst zum Jahresende 2013 betriebsfertig. Seither ist die Station barrierefrei.

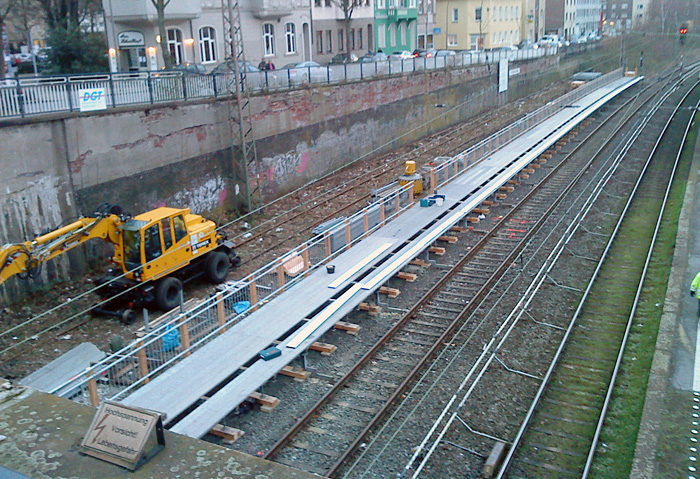
Behelfsbahnsteig (Gleis 5) während der ersten Umbauphase im Dezember 2009
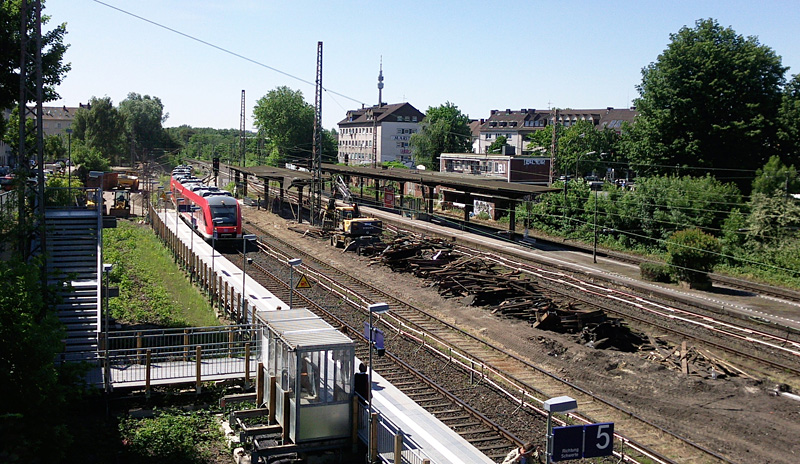
Abrissarbeiten am Bahnsteig im Sommer 2010
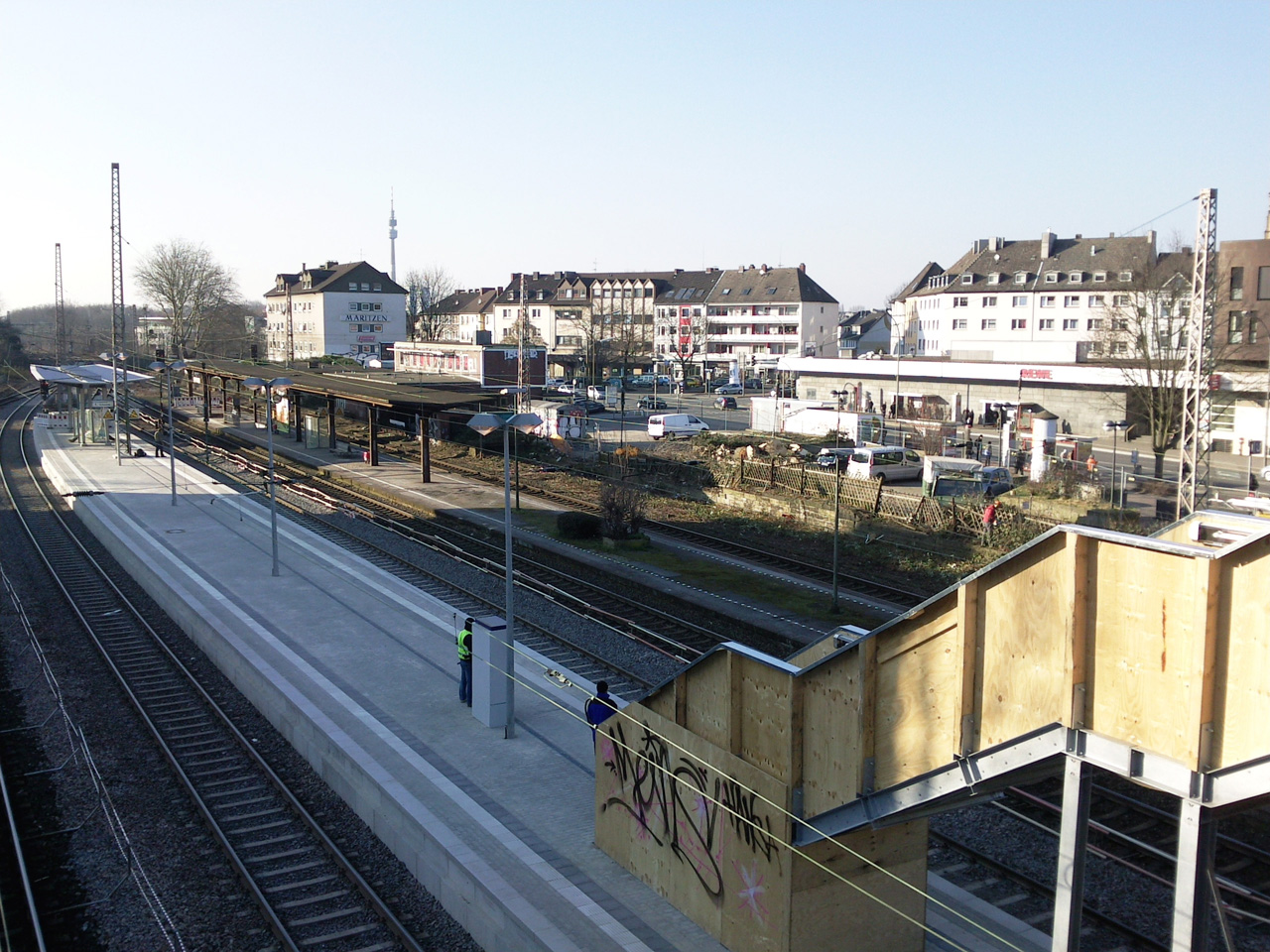
Stand der Bauarbeiten im Februar 2011
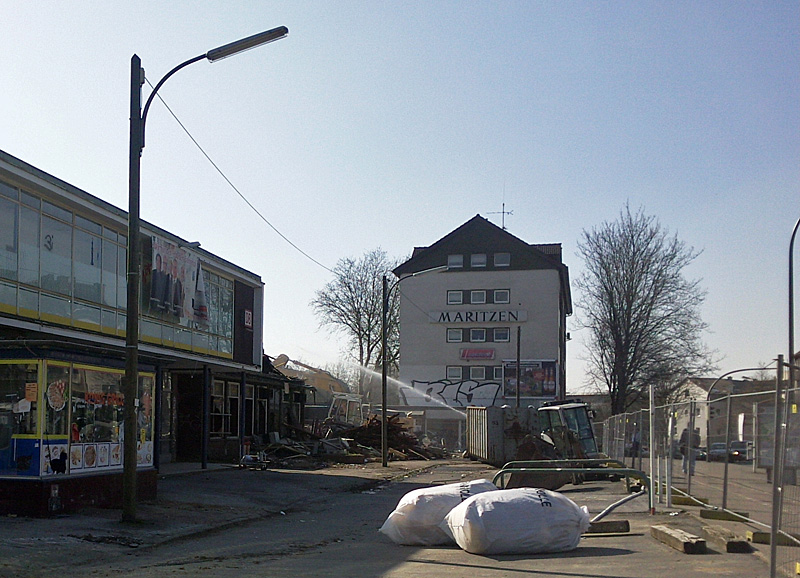
Der Abriss des Empfangsgebäudes beginnt, März 2011
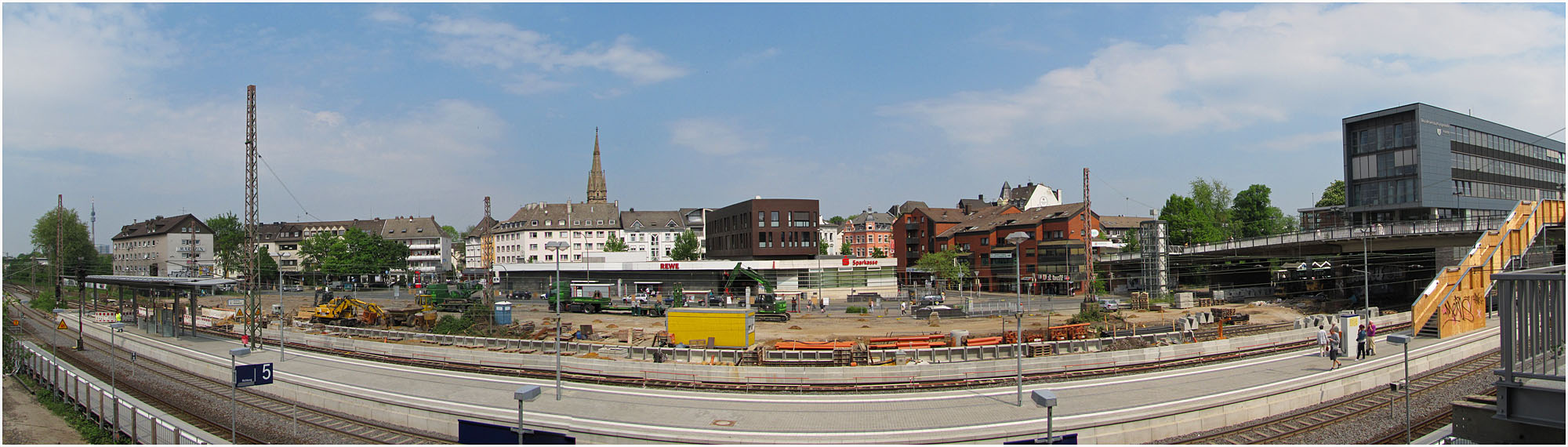
Panorama des Bahnhofsgeländes, Ende April 2011
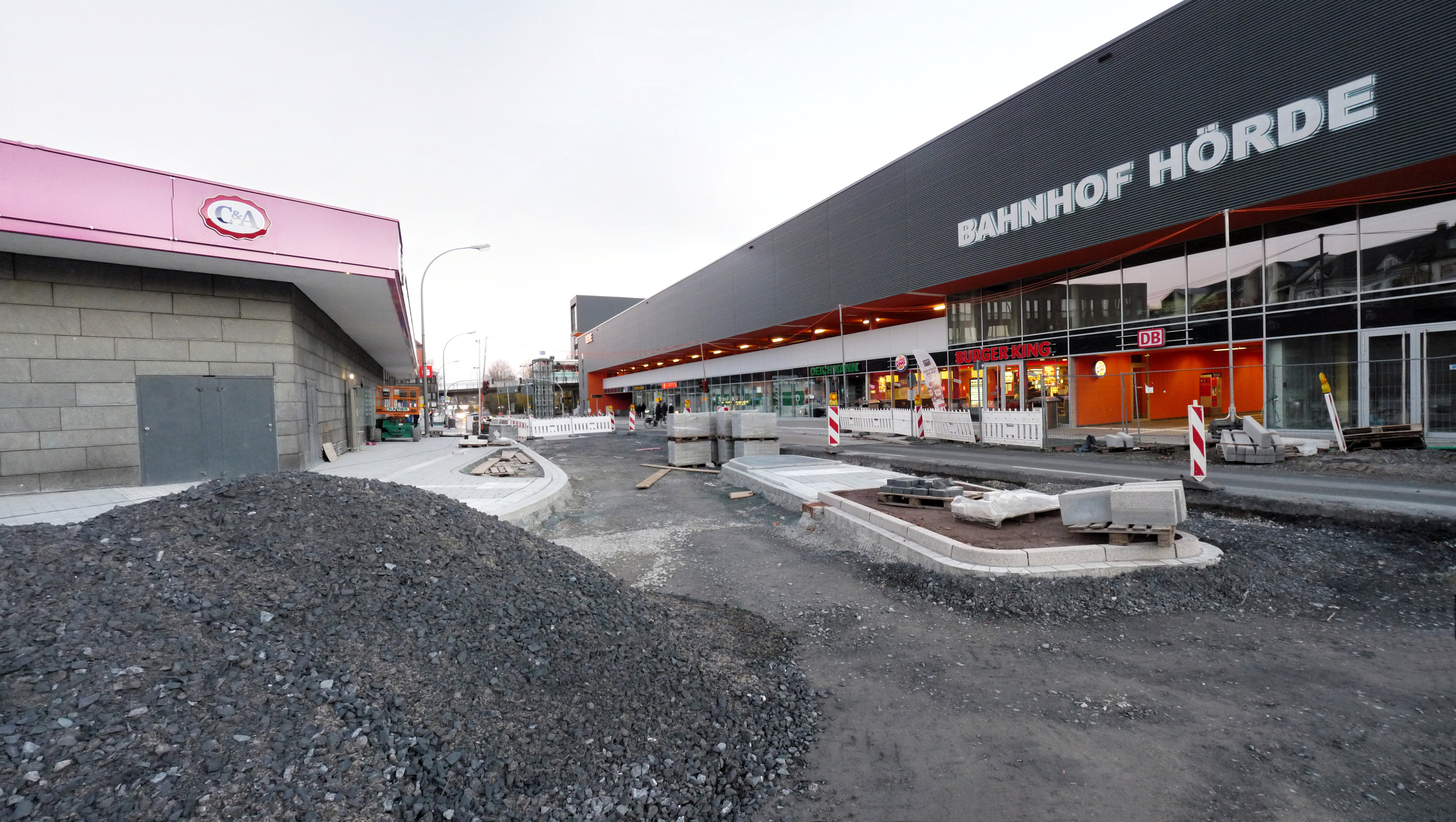
Neues Bahnhofsgebäude in Dortmund-Hörde im November 2012; im Rahmen der Neugestaltung der Hörder Bahnhofstraße wurde in Höhe des neuen Bahnhofsgebäudes ein Kreisverkehr angelegt

## Bedienung

### Regionalverkehr
Die Züge verkehren in der Regel stündlich. Werktags in der Hauptverkehrszeit wird teilweise im 30-Minuten-Takt gefahren. Neben dem regulären Linienverkehr verkehren hier regelmäßig Sonderzüge zu den Heimspielen des Fußballbundesligisten Borussia Dortmund, die von beziehungsweise zum Bahnhof Dortmund Signal-Iduna-Park fahren. 
| Linie | Linienverlauf | Takt | Betreiber |
| ----- | --- | --- | --------- |
| RE 57 | Dortmund-Sauerland-Express: Dortmund Hbf – (Dortmund Signal-Iduna Park)* – Dortmund-Hörde – (Dortmund Aplerbeck Süd – Schwerte)* – Fröndenberg – Wickede (Ruhr) – Neheim-Hüsten – Arnsberg (Westf) – Oeventrop – Freienohl – Meschede – Bestwig Linienast 1: – Olsberg – Brilon Wald – Hoppecke – Messinghausen – Beringhausen – Bredelar – Marsberg – Westheim (Westf) – Scherfede – Warburg (Westf) Linienast 2: – Bigge – Siedlinghausen – Silbach – Winterberg (Westf) Linienast 3: – Olsberg – Brilon Wald – Brilon Stadt * Halt abends Stand: Fahrplanwechsel Dezember 2024 | 60 min (Dortmund–Bestwig) 60 min (Bestwig – Warburg) 120 min (Bestwig–Winterberg) Einzelzüge morgens, abends (Bestwig–Brilon) | DB Regio  |
| RB 53 | Ardey-Bahn: Dortmund Hbf – Dortmund Signal-Iduna-Park – Dortmund-Hörde – Dortmund-Aplerbeck Süd – Schwerte (Ruhr) – Schwerte-Ergste – Hennen – Kalthof (Kr Iserlohn) – Iserlohnerheide – Iserlohn Stand: Fahrplanwechsel Dezember 2023 | 30 min (werktags) 60 min (Wochenenden/Feiertage)                                                                              | DB Regio  |
| RB 59 | Hellweg-Bahn: Dortmund Hbf – Dortmund Signal-Iduna-Park – Dortmund-Hörde – Dortmund-Aplerbeck – Dortmund-Sölde – Holzwickede – Unna – Lünern – Hemmerde – Werl – Westönnen – Soest Stand: Fahrplanwechsel Dezember 2023 | 30 min (werktags) 60 min (sonn- und feiertags)                                                                                | eurobahn  |

### Stadtbahn Dortmund
Vor dem Bahnhof besteht ein Übergang zum unterirdischen Stadtbahnsystem der DSW21.
| Linie | Linienverlauf | Takt                      |
| ----- | --- | ------------------------- |
|       | Brambauer Verkehrshof1 – Brambauer Krankenhaus – Lünen, Herrentheystraße – Dortmund, Oetringhauser Straße – Brechten Zentrum2 – Wittichstraße – Maienweg – Waldesruh – Grävingholz – Externberg – Amtsstraße – Zeche Minister Stein – Güterstraße – Fredenbaum – Immermannstraße/Klinikzentrum Nord – Lortzingstraße – U Münsterstraße – U Leopoldstraße – U Dortmund Hbf – U Kampstraße – U Stadtgarten – U DO-Stadthaus – U Markgrafenstraße – U Märkische Straße – U Karl-Liebknecht-Straße – U Willem-van-Vloten-Straße – U DO-Hörde, Bahnhof – U Dortmund, Clarenberg3 Diese Linie verkehrt auf der Stammstrecke I | 20 min (1–2) 10 min (2–3) |

Die Züge der Deutschen Bahn in Richtung Dortmund Hauptbahnhof werden von vielen Anwohnern aufgrund der direkten Konkurrenz zur Stadtbahn eher weniger genutzt, obwohl die Fahrtzeit kürzer ist. Das liegt unter anderem an der besseren Erreichbarkeit der Innenstadt an der Haltestelle Kampstraße.

### Buslinien
Es verkehren die Linien 427, 430, 432, 433, 434, 435, 436, 439, 440, 441, 442, 445, 451 und 455 sowie die Nachtbuslinien NE 5, 6, 25 und 40. Alle Linien werden von der DSW21 betrieben.